# ブレイキング・ハーツ
ブレイキング・ハーツ(Breaking Hearts)は、1984年に発表されたエルトン・ジョンのアルバム。

## 解説
ストレートなアメリカンロックといった風情のアルバム。前作に引き続き、バックバンドは復帰した黄金期の面々である。
「サッド・ソングス」はその後のベスト盤によく取り上げられる一曲。「パッセンジャーズ」はレゲエに挑戦した曲で、PVが南方での呪術師との対決ものミュージカルという怪作である。

## 収録曲
1. レストレス - Restless
2. 毒牙の女に惚れるなジョージー - Slow Down Georgie (She's Poison)
3. あの娘のシューズ - Who Wears These Shoes?
4. ブレイキング・ハーツ - Breaking Hearts (Ain't What It Used to Be)
5. 彼女の心は冷蔵庫 - Li'l 'Frigerator
6. パッセンジャーズ - Passengers
7. 想い出のネオン - In Neon
8. バーニング・ビルディング - Burning Buildings
9. 恋のライバル - Did He Shoot Her?
10. サッド・ソングス - Sad Songs (Say So Much)

- 作詞　バーニー・トーピン
- 作曲　エルトン・ジョン、6：エルトン＆デイビー・ジョンストン＆Phineas Mchize

## 参加ミュージシャン
- エルトン・ジョン - Vocal, Keyboards
- デイビー・ジョンストン - Guitars, Backing Vocal
- ディー・マレイ - Bass, Backing Vocal
- ナイジェル・オルソン - Drums, Backing Vocal

- アンドリュー・トンプソン(Andrew Thompson) - Sax Solo：5曲目

## 製作
- クリス・トーマス - Producer
- レナータ(Renate) - Recorded
- ジョン・リード - Management
- デヴィッド・コスタ - Art Direction & Design
- リチャード・ヤング(Richard Young) - Phot
- パトリック・ジョーンズ(Patrick Jones) - Band Phots